# Steve Wynn (imprenditore)
Stephen Alan Wynn (New Haven, 27 gennaio 1942) è un collezionista d'arte e imprenditore statunitense meglio conosciuto per aver operato per anni nel settore degli alberghi e dei casinò.
È considerato uno dei maggiori autori (insieme a Kirk Kerkorian e Sheldon Adelson) della grandissima espansione della Las Vegas Strip a Las Vegas, in Nevada, nel corso degli anni '90.
La sua collezione d'arte include opere di artisti come Picasso, Claude Monet, Cezanne, Pierre-Auguste Renoir e sculture di Botero e Jeff Koons, tutte opere che venivano esposte a rotazione nei suoi alberghi.

## Biografia
Steve Wynn è nato Stephen Alan Weinberg a New Haven, nel Connecticut, il 27 gennaio 1942. Suo padre, Michael, possedeva una catena di sale da bingo negli Stati Uniti orientali. Sua madre, Zelma (nata Kutner), era originaria del Maine. Il padre di Wynn cambiò il cognome della famiglia nel 1946 da "Weinberg" a "Wynn" quando Steve aveva 4 anni "per evitare discriminazioni antiebraiche". Wynn è cresciuto a Utica, New York, e si è diplomato nel 1959 alla Manlius School, una scuola privata maschile a est di Syracuse, New York.
Si laureò in letteratura inglese nel 1963 all'Università della Pennsylvania e poco tempo dopo perse il padre per problemi cardiaci, lasciando 350 mila dollari di debiti di gioco. Wynn, che era stato accettato alla Yale Law School, ritirò la domanda di ammissione e prese il posto del padre nella direzione delle sale da bingo di famiglia in Maryland. Grazie a questo riuscì a mettere da parte il capitale necessario per acquistare una piccola parte del New Frontier Hotel and Casino a Las Vegas, e nel 1967 si spostò insieme alla moglie per andare a vivere nella "città delle luci". Quell'anno incontrò E. Parry Thomas, il presidente della Bank of Las Vegas, che all'epoca era l'unica banca disposta ad estendere i prestiti ai casinò di Las Vegas, e Thomas aiutò a finanziare molti dei primi accordi di terra di Wynn.  A partire dal 1968, Wynn trascorse anche quattro anni a gestire una società di importazione di vini e liquori che aveva acquistato. 

### Il The Mirage e il Bellagio
Wynn aveva grandi progetti in mente, infatti fu così che decise di edificare una coppia di colossali resort su quella che in pochi anni sarebbe diventata la Las Vegas Strip, il primo fu il The Mirage, per l'apertura del The Mirage Wynn dovette far ricorso a notevoli prestiti e finanziamenti che tuttavia riuscì a trovare senza grossi problemi. Fece ricorso ad un'emissione particolarmente rischiosa di junk-bonds in grandi quantità per coprire il costo astronomico (più di 600 milioni di USD, un record per l'epoca) della costruzione. I più scettici erano convinti che il Mirage sarebbe presto fallito, dato che solo per stare aperto aveva bisogno di incassare 1 milione di dollari al giorno, ma dopo le prime 3 ore dall'apertura il casinò aveva già incassato oltre 400.000 dollari
Nel 1971, Wynn acquistò una partecipazione di controllo nel Golden Nugget Las Vegas, uno dei più antichi casinò della città.  La sua partecipazione nella società aumentò in modo che, nel 1973, divenne l'azionista di maggioranza e il più giovane proprietario di casinò a Las Vegas. Nel 1977 aprì la prima torre alberghiera del Golden Nugget, seguita da molte altre. Frank Sinatra è stato un headliner periodico al Golden Nugget, e da allora Wynn ha mantenuto un rapporto con la famiglia Sinatra, chiamando anche un ristorante a Encore "Sinatra".
Nel 1980, Wynn iniziò la costruzione della Golden Nugget Atlantic City ad Atlantic City, nel New Jersey. È stato il primo e unico "casinò locale" di Atlantic City e il sesto casinò della città dopo che la città ha legalizzato il gioco d'azzardo nel 1976. Joel Bergman, che progettò gli altri resort di Wynn, progettò il Golden Nugget. Anche se alla sua apertura era il secondo casinò più piccolo della città, nel 1983 era il casinò più redditizio della città.  Wynn vendette la pepita d'oro di Atlantic City nel 1987 per 440 milioni di dollari. 
Il Mirage a tutt'oggi è considerato come esempio della trasformazione di Las Vegas come era stata pensata da Steve Wynn: fu il primo hotel ad aprire a Las Vegas dopo ben 15 anni di mercato stagnante; al suo interno oltre che al casinò ospitava piscine tropicali, spettacoli con delfini, numerosi ristoranti di lusso, teatri e lounges. Di fatto, durante un soggiorno al Mirage non c'era più alcun motivo di uscire dal casinò per andare a cercare i divertimenti che erano tutti sotto lo stesso tetto. Con il Mirage ebbe inizio una nuova epoca per Las Vegas caratterizzata dalla costruzione dei cosiddetti Megaresort integrati.
Al grande successo del The Mirage fece seguito pochi anni dopo il Treasure Island, un resort integrato e dedicato alle famiglie, e successivamente il Bellagio, anche questo edificio era caratterizzato dal grandissimo lusso, negozi alla moda, ristoranti di chefs stellati e perfino una galleria d'arte.

### Estromissione della Mirage Resorts e creazione della Wynn Resorts

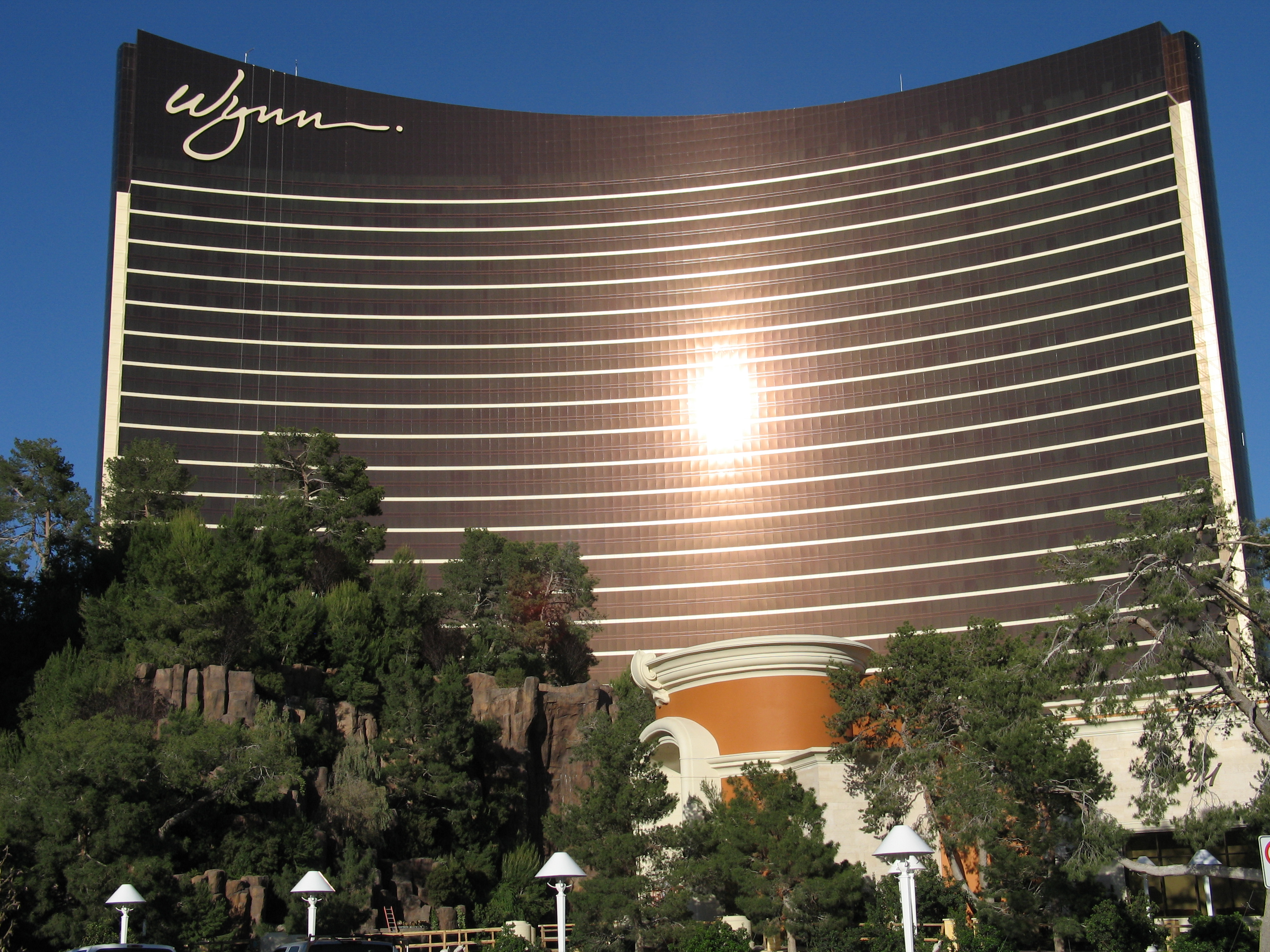
Il Wynn Las Vegas, Il primo resort costruito da Steve Wynn dopo che Mirage Resorts fu acquisita da MGM, nel 2000.

I sogni di grandezza di Steve Wynn non si fermarono a Las Vegas. Mirage Resort due anni dopo l'apertura del Bellagio era impegnata nella costruzione del Beau Rivage Hotel a Biloxi, Mississippi. Il casinò tuttavia si rivelò troppo sfarzoso per il mercato della zona e Mirage Resort cominciò a perdere incassi per le troppe spese sostenute durante l'apertura e un ritorno di incassi debolissimo, mentre a Las Vegas il Bellagio stava cannibalizzando la clientela degli altri due resort della Mirage. Incurante dei problemi, Steve Wynn volle continuare a realizzare le sue idee ritenute a questo punto troppo costose e azzardate dagli azionisti, con la conseguente pressione da parte degli stessi di considerare una estromissione di Steve Wynn da amministratore delegato ed una fusione con MGM Inc.
Nel 2000 Mirage Resort venne quindi assorbita da MGM e il tutto diede vita ad un nuovo colosso nel settore del gioco d'azzardo: la MGM Mirage del multimiliardario Kirk Kerkorian.
Nell'affare Wynn guadagnò molto denaro che provvide a re-investire nella costruzione di un nuovo resort poco lontano da quelli che aveva appena venduto: il Wynn Las Vegas sul luogo in cui un tempo giaceva il leggendario Desert Inn. La nuova struttura venne aperta il 28 aprile 2005, uno degli ospiti del casinò per l'inaugurazione fu Joe Esposito, il migliore amico di Elvis Presley. Per amministrare al meglio le sue nuove attività ha creato e quotato in borsa la Wynn Resorts Limited.
Attraverso la sua società Wynn ha fatto richiesta e ha ottenuto una delle tre concessioni per il gioco d'azzardo a Macao, uno dei principali centri mondiali del gioco d'azzardo, forte di questa licenza ha costruito il Wynn Macao, che ha aperto i battenti il 5 settembre 2006.

## Dimissioni in seguito agli scandali sessuali
L'8 febbraio 2018 Steve Wynn è costretto a rassegnare le dimissioni dalla sua posizione di CEO della Wynn Resort e da tesoriere dei Partito Repubblicano in seguito alla scoperta di svariati episodi di molestie sessuali che sarebbero stati perpetrati dallo stesso Wynn nei confronti dello staff di sesso femminile dei suoi alberghi. Lui ha negato. I casi di molestie risalirebbero addirittura agli anni '70, quando Steve Wynn acquisì il Golden Nugget a Downtown Las Vegas. Dopo tali episodi, al fine di mantenere la licenza di operatore di casinò, Wynn Resorts è stata multata di 20 milioni di dollari dalla commissione del gioco d'azzardo del Nevada e di 35 milioni dalla commissione del Massachusetts, dove Wynn Resort apre nel giugno 2019 un nuovo Wynn hotel situato nella periferia di Boston. La data di apertura del nuovo hotel rimane confermata, ma il nome verrà variato da Wynn a Encore.
Matthew Maddox è stato riconosciuto colpevole di aver taciuto sugli atti di violenza sessuale del suo ex boss e pertanto è stato multato di 500.000 dollari dalla commissione del gioco d'azzardo del Nevada. Il suo lavoro e posizione da CEO della Wynn verranno inoltre monitorati attivamente dagli agenti della Commissione gioco d'azzardo del Nevada.

## Vita privata
Wynn sposò Elaine Farrell Pascal nel 1963. Hanno divorziato nel 1986, si sono risposati nel 1991 e hanno divorziato di nuovo nel 2010. Elaine Wynn è stata direttrice del consiglio di amministrazione della società per 13 anni, fino al 2015.  Hanno due figlie, Kevyn e Gillian.
Kevyn è stata rapita nel 1993 e Wynn ha pagato 1,45 milioni di dollari di riscatto per il suo ritorno sana e salva. I rapitori sono stati arrestati quando uno di loro ha tentato di acquistare una Ferrari a Newport Beach, in California, con denaro contante. Kevyn è stato trovato illesa diverse ore dopo. Questo episodio è stato ironicamente riprodotto nel film Ocean's Eleven in cui il gestore di casinò Terry Benedict (Andy García) nella scena in cui gli viene comunicato che sta per essere rapinato dice a Rusty (Brad Pitt) di scappare e di nascondersi e di stare attento a non farsi beccare mentre compra una Ferrari a Newport Beach.
Il 30 aprile 2011, Wynn ha sposato Andrea Danenza Hissom in una cerimonia al Wynn di Las Vegas.
Wynn soffre di retinite pigmentosa, una malattia degenerativa dell'occhio, che gli è stata diagnosticata nel 1971. Chi è affetto da retinite pigmentosa al buio di fatto è totalmente cieco, motivo per cui gli hotel di Steve Wynn sono costruiti con abbondanza di l'illuminazione, sia naturale che artificiale. Nel 2010, Wynn è passato a una dieta vegana dopo aver visto il documentario Eating di Mike Anderson.
Nel 2010 gli è stata conferita la cittadinanza  monegasca. Trascorre diversi mesi dell'anno sul suo yacht di 92 metri, l'Aquarius.